# Веселі, брате, часи настали…
«Веселі, брате, часи настали…» (укр. Веселые, брат, времена наступили) — музыкальный сингл солиста украинской группы «Океан Ельзи» Святослава Вакарчука, вышедший 14 октября 2006 года.
Премьера видеоклипа на заглавную песню сингла состоялась 15 октября 2006 года в аналитической программе «ТСН. Итоги недели» на телеканале 1+1. Клип снят режиссёром Виктором Придуваловым.
Песня получила широкую известность, в том числе благодаря пессимистичному тексту, который был воспринят многими как разочарование Вакарчука в Оранжевой революции.
Все деньги, полученные от продажи сингла были переданы областному специализированному дому ребёнка в городе Макеевка Донецкой области.